# Sidney Gilchrist Thomas

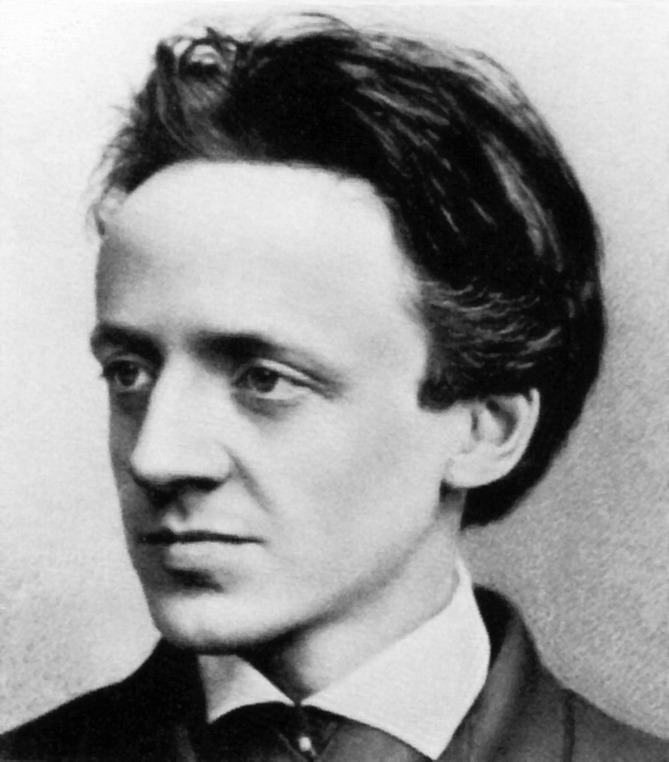
Sidney Gilchrist Thomas

Sidney Gilchrist Thomas (ur. 16 kwietnia 1850 w Canonbury koło Londynu, zm. 1 lutego 1885 w Paryżu) – brytyjski hutnik, metalurg i wynalazca. Pochowany na Cmentarzu Passy.
W 1878 wraz z kuzynem, Percym Gilchristem, opracował sposób wytopu stali przez metodę świeżenia surówki żelaza w konwertorach o wyłożeniu zasadowym i pierwszy przeprowadził proces świeżenia surówki hutniczej o dużej zawartości fosforu. Produktem ubocznym powstającym przy wytopie stali metodą Thomasa z rud bogatych w fosfor jest sztuczny nawóz tomasyna.